# Onze Minutos
Onze Minutos é um livro de Paulo Coelho publicado em 2003 pela Editora Rocco e relançado em 2017 pelo selo Paralela da editora Companhia das Letras.

## Sinopse
As descobertas sexuais de uma jovem em busca de amor e liberdade.
Neste "conto de fadas" moderno, melancólico e sensual, Paulo Coelho narra a transformação de Maria, uma brasileira que sai de casa ainda jovem determinada a entender o papel do sexo nas relações amorosas e, principalmente, em sua própria vida.
Desiludida com o amor, ela decide ir à Suíça em busca de sucesso e acaba se tornando prostituta, a mais requisitada de um cabaré de luxo em Genebra. Nesta odisseia de autoconhecimento, Maria faz profundas descobertas sobre a natureza humana e a liberdade, que a levam a pôr à prova sua visão do amor.
Baseado em fatos reais, Onze minutos, nas palavras do autor, narra a busca do "sentido sagrado do sexo".
- "O que mais importante nesta vida? Viver ou fingir que vivi?" 

## Publicação
Onze minutos foi relançado pelo selo Paralela da editora Companhia das Letras em julho de 2017.
"Alguns livros nos fazem sonhar, outros nos trazem à realidade, mas nenhum pode fugir daquilo que é mais importante para o autor: a honestidade no que escreve" - Paulo Coelho

## Autor
Nascido em 1947, no Rio de Janeiro, Paulo Coelho atuou como encenador, dramaturgo, jornalista e compositor, antes de se dedicar à literatura. É autor do clássico O Alquimista, o livro brasileiro mais lido de todos os tempos. Paulo Coelho é considerado um fenômeno literário, com sua obra publicada em mais de 170 países e traduzida para 80 idiomas. Juntos, seus livros já venderam 210 milhões de exemplares em todo o mundo. Entre os inúmeros prêmios e condecorações internacionais que recebeu ao longo de sua carreira, estão o Crystal Award, do Fórum Econômico Mundial, e o prestigioso título de Chevalier de L’Ordre National de la Legion d’Honneur. Desde 2002 é membro da Academia Brasileira de Letras e, a partir de 2007, tornou-se Mensageiro da Paz das Nações Unidas.